# Wz.29装甲車
wz.29装甲車(Samochód pancerny wz. 29、29年式装甲車）は、戦間期にポーランドで製作された4輪装甲車である。生産台数は少なく旧式ではあったが、第二次世界大戦初頭、1939年のナチス・ドイツによるポーランド侵攻当時、wz.34装甲車とともにポーランド軍装甲車部隊の装備車として防衛戦に参加した。

## 開発と生産
ポーランド軍は1928年、半装軌車式のwz.28装甲車を制式化、その配備を進めたが、性能的には満足のいくものではなかった。そのため、新たな装甲車が開発されることになった。
新型装甲車は、軍の研究所の技師、ルドルフ・グンドラフ中尉が中心となって開発された。シャーシには、ワルシャワのウルスス製作所で作られていた、イタリア製SPA 25/Cトラックのライセンス生産型、ウルススA型トラックのものを強化して使い、これに砲塔付きの装甲ボディが載せられた。軟鉄製の試作車両による試験の後、1929年11月、この車両はwz.29装甲車として採用され、CWS社において生産が行われた。
武装は砲塔にピュトー37mm半自動砲SA-18とオチキス7.92mm機関銃wz.25を2丁、車体後部にもオチキス7.92mm機関銃wz.25を1丁装備していた。ただし、砲塔の2つの銃架のうち対空用に斜め上に付けられたものは効果的ではなく、後にここの機銃は装備されなくなった。
生産やメンテナンスのしやすさというメリットはあったものの、元が後輪駆動のトラックのシャーシであるため不整地走行能力や速度は低く、大きさの割に車内は狭く、第一次大戦時代のままの武装は採用時にすでに時代遅れだった。当時の流行に則り後進用の操縦席も備えていたが、後進は1速だけだった。これらの理由から発注は10両にとどまり、1931年に生産は終了した。

## 戦歴
1939年の開戦時、騎兵連隊下の装甲大隊は、偵察を主任務とする各1個装甲車中隊を持っていた。そのほとんどはwz.34装甲車を装備していたが、モドリン軍に属する第11装甲大隊にはwz.29装甲車8両が配属されていた。
旧式で軽装甲のwz.29装甲車は大きな損害を強いられながらも、進撃してくるドイツ軍に対し若干の戦果をあげた。

## 参考資料
- "The PIBWL military site" http://derela.pl/wz29.htm
- "Automobile Histories & Images" http://www.autohistories.com/index2.html
- Janusz Magnuski, "SAMOCHODY PANCERNE WOJSKA POLSKIEGO 1918-1939", WiS, Warszawa 1993
- Jan Tarczyński, Krzysztof Barbarski, Adam Jońca, "Pojazdy w Wojsku Polskim - Polish Army Vehicles - 1918-1939", Ajaks, Pruszków 1995
- Adam Jońca, Rajmund Szubański, Jan Tarczyński, "Wrzesień 1939 POJAZDY WOJSKA POLSKIEGO Barwa i broń", WKŁ, Warszawa 1990